# Cattleya hoehnei
Cattleya hoehnei är en orkidéart som beskrevs av Van den Berg. Cattleya hoehnei ingår i släktet Cattleya och familjen orkidéer. Inga underarter finns listade i Catalogue of Life.